# Qualifications de la zone Europe pour la Coupe du monde de rugby à XV 1995
Navigation
Qualifications Coupe du monde 1991 Qualifications Coupe du monde 1999
Les qualifications de la zone Europe pour la Coupe du monde de rugby à XV 1995 se déroulent du 1er octobre 1992 au 12 octobre 1994. 22 équipes se rencontrent pour obtenir une des trois places qualificatives pour la phase finale. Le pays de Galles, l'Italie et la Roumanie se qualifient.

## Premier tour

### Poule 1
Un tournoi a lieu à Andorre-la-Vieille entre la Suisse, le Danemark et Andorre qui s'affrontent sur un match. Le Luxembourg devant participer mais a finalement déclaré forfait. La Suisse se qualifie pour le deuxième tour.
| Rang | Nation   | J | V | N | D | Pm | Pe | Diff | Pts |
| ---- | -------- | - | - | - | - | -- | -- | ---- | --- |
| 1    | Suisse   | 2 | 1 | 0 | 1 | 17 | 8  | +9   | 4   |
| 2    | Danemark | 2 | 1 | 0 | 1 | 8  | 6  | +2   | 4   |
| 3    | Andorre  | 2 | 1 | 0 | 1 | 3  | 14 | -11  | 4   |

|  | Qualifiée pour le tour suivant |

| 1er octobre 1992 | Andorre-la-Vieille | Andorre  | 3 – 0  | Danemark |
| 26 octobre 1992  | Andorre-la-Vieille | Danemark | 8 – 3  | Suisse   |
| 31 octobre 1992  | Andorre-la-Vieille | Andorre  | 0 – 14 | Suisse   |

### Poule 2
La participation de la Yougoslavie à cette poule a été annulée en raison de la situation politique du pays. Israël se qualifie pour le tour suivant.
| 30 mai 1993 | Budapest | Hongrie | 8 – 67 | Israël |

## Deuxième tour

### Poule 1
Cette poule se joue dans trois villes des Pays-Bas entre quatre équipes qui se rencontrent une fois. Les Pays-Bas et la République tchèque se qualifient pour le tour suivant.
| Rang | Nation             | J | V | N | D | Pm  | Pe  | Diff | Pts |
| ---- | ------------------ | - | - | - | - | --- | --- | ---- | --- |
| 1    | Pays-Bas           | 3 | 3 | 0 | 0 | 129 | 12  | +117 | 9   |
| 2    | République tchèque | 3 | 2 | 0 | 1 | 68  | 49  | +19  | 7   |
| 3    | Suède              | 3 | 1 | 0 | 2 | 39  | 75  | -36  | 5   |
| 4    | Israël             | 3 | 0 | 0 | 3 | 10  | 110 | -100 | 3   |

|  | Qualifiés pour le tour suivant |

| 31 octobre 1993 | La Haye   | Pays-Bas           | 42 – 6  | République tchèque |
| 31 octobre 1993 | La Haye   | Suède              | 26 – 10 | Israël             |
| 3 novembre 1993 | Apeldoorn | République tchèque | 34 – 7  | Suède              |
| 3 novembre 1993 | Apeldoorn | Pays-Bas           | 56 – 0  | Israël             |
| 6 novembre 1993 | Amsterdam | République tchèque | 28 – 0  | Israël             |
| 6 novembre 1993 | Amsterdam | Pays-Bas           | 31 – 6  | Suède              |

### Poule 2
Poule se jouant sur un match contre trois adversaires et qui a lieu à Lisbonne, capitale du Portugal. Les deux nations ibériques passent au troisième tour.
| Rang | Nation   | J | V | N | D | Pm  | Pe  | Diff | Pts |
| ---- | -------- | - | - | - | - | --- | --- | ---- | --- |
| 1    | Espagne  | 3 | 3 | 0 | 0 | 144 | 21  | +123 | 9   |
| 2    | Portugal | 3 | 2 | 0 | 1 | 55  | 40  | +15  | 7   |
| 3    | Belgique | 3 | 1 | 0 | 2 | 51  | 78  | -27  | 5   |
| 4    | Suisse   | 3 | 0 | 0 | 3 | 3   | 114 | -111 | 3   |

|  | Qualifiés pour le tour suivant |

| 11 mai 1993 | Lisbonne | Portugal | 8 – 3   | Belgique |
| 11 mai 1993 | Lisbonne | Espagne  | 40 – 0  | Suisse   |
| 13 mai 1993 | Lisbonne | Portugal | 32 – 0  | Suisse   |
| 13 mai 1993 | Lisbonne | Espagne  | 67 – 6  | Belgique |
| 15 mai 1993 | Lisbonne | Belgique | 42 – 3  | Suisse   |
| 16 mai 1993 | Lisbonne | Espagne  | 37 – 15 | Portugal |

### Poule 3
Tournoi à trois sur un match pour désigner un qualifié, et qui a lieu en Pologne. La Russie passe au tour suivant.
| Rang | Nation  | J | V | N | D | Pm | Pe | Diff | Pts |
| ---- | ------- | - | - | - | - | -- | -- | ---- | --- |
| 1    | Russie  | 2 | 2 | 0 | 0 | 56 | 14 | +42  | 6   |
| 2    | Pologne | 2 | 1 | 0 | 1 | 28 | 47 | -19  | 4   |
| 3    | Géorgie | 2 | 0 | 0 | 2 | 15 | 38 | -23  | 2   |

|  | Qualifiée pour le tour suivant |

| 25 mai 1993 | Sopot  | Géorgie | 9 – 15 | Russie  |
| 27 mai 1993 | Sopot  | Géorgie | 6 – 23 | Pologne |
| 29 mai 1993 | Gdansk | Pologne | 5 – 41 | Russie  |

### Poule 4
Chacune des trois nations reçoit une fois. L'Allemagne gagne ses deux confrontations.
| Rang | Nation    | J | V | N | D | Pm | Pe | Diff | Pts |
| ---- | --------- | - | - | - | - | -- | -- | ---- | --- |
| 1    | Allemagne | 2 | 2 | 0 | 0 | 58 | 10 | +48  | 6   |
| 2    | Lettonie  | 2 | 1 | 0 | 1 | 12 | 33 | -21  | 4   |
| 3    | Lituanie  | 2 | 0 | 0 | 2 | 11 | 38 | -27  | 2   |

|  | Qualifiée pour le tour suivant |

| 1er mai 1993 | Berlin   | Allemagne | 31 – 5 | Lituanie  |
| 8 mai 1993   | Riga     | Lettonie  | 5 – 27 | Allemagne |
| 29 mai 1993  | Šiauliai | Lituanie  | 6 – 7  | Lettonie  |

## Troisième tour
Neuf équipes sont réparties en trois poules. Les vainqueurs de chaque poule, dans un mini-tournoi sur un match contre deux adversaires, sont qualifiés pour le quatrième tour.

### Poule 1
Cette poule a lieu en Italie.
| Rang | Nation             | J | V | N | D | Pm  | Pe  | Diff | Pts |
| ---- | ------------------ | - | - | - | - | --- | --- | ---- | --- |
| 1    | Italie             | 2 | 2 | 0 | 0 | 167 | 17  | +150 | 6   |
| 2    | Pays-Bas           | 2 | 1 | 0 | 1 | 47  | 72  | -25  | 4   |
| 3    | République tchèque | 2 | 0 | 0 | 2 | 17  | 142 | -125 | 2   |

|  | Qualifiée pour le tour suivant |

| 14 mai 1994 | Brescia   | Pays-Bas | 38 – 9  | République tchèque |
| 18 mai 1994 | Viadana   | Italie   | 104 – 8 | République tchèque |
| 21 mai 1994 | Calvisano | Italie   | 63 – 9  | Pays-Bas           |

### Poule 2
Poule se jouant dans la péninsule ibérique et qui qualifie le pays de Galles.
| Rang | Nation         | J | V | N | D | Pm  | Pe  | Diff | Pts |
| ---- | -------------- | - | - | - | - | --- | --- | ---- | --- |
| 1    | Pays de Galles | 2 | 2 | 0 | 0 | 156 | 11  | +145 | 6   |
| 2    | Espagne        | 2 | 1 | 0 | 1 | 35  | 73  | -38  | 4   |
| 3    | Portugal       | 2 | 0 | 0 | 2 | 30  | 137 | -107 | 2   |

|  | Qualifié pour le tour suivant |

| 18 mai 1994 | Lisbonne | Portugal | 11 – 102 | Pays de Galles |
| 21 mai 1994 | Madrid   | Espagne  | 0 – 54   | Pays de Galles |
| 28 mai 1994 | Madrid   | Espagne  | 35 – 19  | Portugal       |

### Poule 3
Les trois rencontres de cette poule se jouent dans la capitale roumaine, Bucarest. La nation hôte se qualifie pour le quatrième tour.
| Rang | Nation    | J | V | N | D | Pm | Pe  | Diff | Pts |
| ---- | --------- | - | - | - | - | -- | --- | ---- | --- |
| 1    | Roumanie  | 2 | 2 | 0 | 0 | 90 | 6   | +84  | 6   |
| 2    | Russie    | 2 | 1 | 0 | 1 | 67 | 35  | +32  | 4   |
| 3    | Allemagne | 2 | 0 | 0 | 2 | 11 | 127 | -116 | 2   |

|  | Qualifiée pour le tour suivant |

| 2 mai 1994 | Roumanie | 60 - 6 (24 - 3) | Allemagne | Bucarest 2,000 spectateurs Arbitre : G. Bavio |
| 2 mai 1994 |          |                 |           | Bucarest 2,000 spectateurs Arbitre : G. Bavio |
| 2 mai 1994 |          |                 |           | Bucarest 2,000 spectateurs Arbitre : G. Bavio |

| 4 mai 1994 | Russie | 67 - 5 | Allemagne | Bucarest |
| 4 mai 1994 |        |        |           | Bucarest |
| 4 mai 1994 |        |        |           | Bucarest |

| 7 mai 1994 | Roumanie | 30 – 0 (12 - 0) | Russie | Bucarest 2,000 spectateurs Arbitre : B..Campsall |
| 7 mai 1994 |          |                 |        | Bucarest 2,000 spectateurs Arbitre : B..Campsall |
| 7 mai 1994 |          |                 |        | Bucarest 2,000 spectateurs Arbitre : B..Campsall |

## Quatrième tour
Les trois équipes de ce quatrième tour sont qualifiées pour la Coupe du monde, ces matchs ne servent qu'à déterminer l'ordre de qualification et donc la poule en Coupe du monde de chaque équipe. Chacune d'elles reçoit une fois. In fine, le pays de Galles devient Europe 1, l'Italie Europe 2 et la Roumanie Europe 3.
| Rang | Nation         | J | V | N | D | Pm | Pe | Diff | Pts |
| ---- | -------------- | - | - | - | - | -- | -- | ---- | --- |
| 1    | Pays de Galles | 2 | 2 | 0 | 0 | 45 | 28 | +17  | 6   |
| 2    | Italie         | 2 | 1 | 0 | 1 | 43 | 35 | +8   | 4   |
| 3    | Roumanie       | 2 | 0 | 0 | 2 | 15 | 40 | -25  | 2   |

| 17 septembre 1994 | Roumanie | 9 - 16 (6 - 10) | Pays de Galles | Bucarest 8,000 spectateurs Arbitre : D. Mac Hugh |
| 17 septembre 1994 |          |                 |                | Bucarest 8,000 spectateurs Arbitre : D. Mac Hugh |
| 17 septembre 1994 |          |                 |                | Bucarest 8,000 spectateurs Arbitre : D. Mac Hugh |

| 1er octobre 1994 | Italie | 24 - 6 (15 - 6) | Roumanie | Catane Arbitre : E. Sklar |
| 1er octobre 1994 |        |                 |          | Catane Arbitre : E. Sklar |
| 1er octobre 1994 |        |                 |          | Catane Arbitre : E. Sklar |

| 12 octobre 1994 | Pays de Galles | 29 – 19 | Italie | Cardiff |
| 12 octobre 1994 |                |         |        | Cardiff |
| 12 octobre 1994 |                |         |        | Cardiff |